# Patras
Patras (neugriechisch Πάτρα Patra (f. sg.), veraltet und altgriechisch Πάτραι (f. pl.) Patre bzw. Patrai) ist eine wichtige Hafenstadt Griechenlands auf der Peloponnes und Hauptstadt der Region Westgriechenland. Die Einwohnerzahl beträgt 213.984 (Stand 2011), damit ist Patras nach Athen und Thessaloniki die drittgrößte Gemeinde Griechenlands.
Die nach der Zerstörung während des Befreiungskriegs 1821 neu aufgebaute Stadt liegt an der südöstlichen Küste des gleichnamigen Golf von Patras in einer fruchtbaren Gegend.
Patras ist Sitz des Erzbischofs von Patras sowie der Universität Patras. Die Stadt ist in Griechenland bekannt als Karnevalshochburg, der Karneval in Patras oder Patrino Karnavali ist ein zwei Monate langes imposantes Fest im Winter. Es ist der größte Karneval in Griechenland mit etwa 50.000 Karnevalisten. Im Jahr 2006 war Patras Kulturhauptstadt Europas.

## Geographie
Die Stadt wird im Westen vom Golf von Patras und im Osten von den Ausläufern des Panachaiko-Gebirges (Παναχαϊκό) begrenzt, welches bis auf 1926 m ansteigt (Gipfel Palavou Pyrgos Παλαβού Πύργος). Patras liegt in einem Gebiet mit hoher Erdbebenhäufigkeit. Besonders die Meerenge von Rio-Andirrio (Στενό Ρίου-Αντίρριου) zwischen dem Golf von Patras und dem Golf von Korinth gelegen ist seismisch aktiv.
Den nördlichsten Punkt des Gemeindegebiets bildet Kap Drepanon, etwas weiter westlich markiert Kap Rio die schmalste Stelle der Meerenge von Rio, wo die Charilaos-Trikoupis-Brücke Patras mit dem gegenüberliegenden Nafpaktia verbindet. Sie wurde nach fünf Jahren Bauzeit im August 2004 für den Verkehr freigegeben. Die mit 2252 Metern Länge zweitlängste Schrägseilbrücke der Welt verbindet die Peloponnes mit dem westgriechischen Festland.
Die angrenzenden Gemeinden sind (von West nach Ost) Dytiki Achaia, Erymanthos und Egialia.

## Geschichte
Die Stadt Patras wurde im Altertum, der Überlieferung nach vom Achäer Patreus, gegründet durch Vereinigung von drei Städten, Aroe, Antheia und Mesatis. Archäologische Funde reichen bis in die Bronzezeit zurück: so wurden an verschiedenen Stellen des Stadtkerns Reste von mykenischen Kammergräbern aus dem 14. bis 12. Jahrhundert v. Chr. sowie von Steinkistgräbern aus dem Übergang vom Mittelhelladikum zum Späthelladikum (17./16. Jahrhundert v. Chr.) entdeckt.

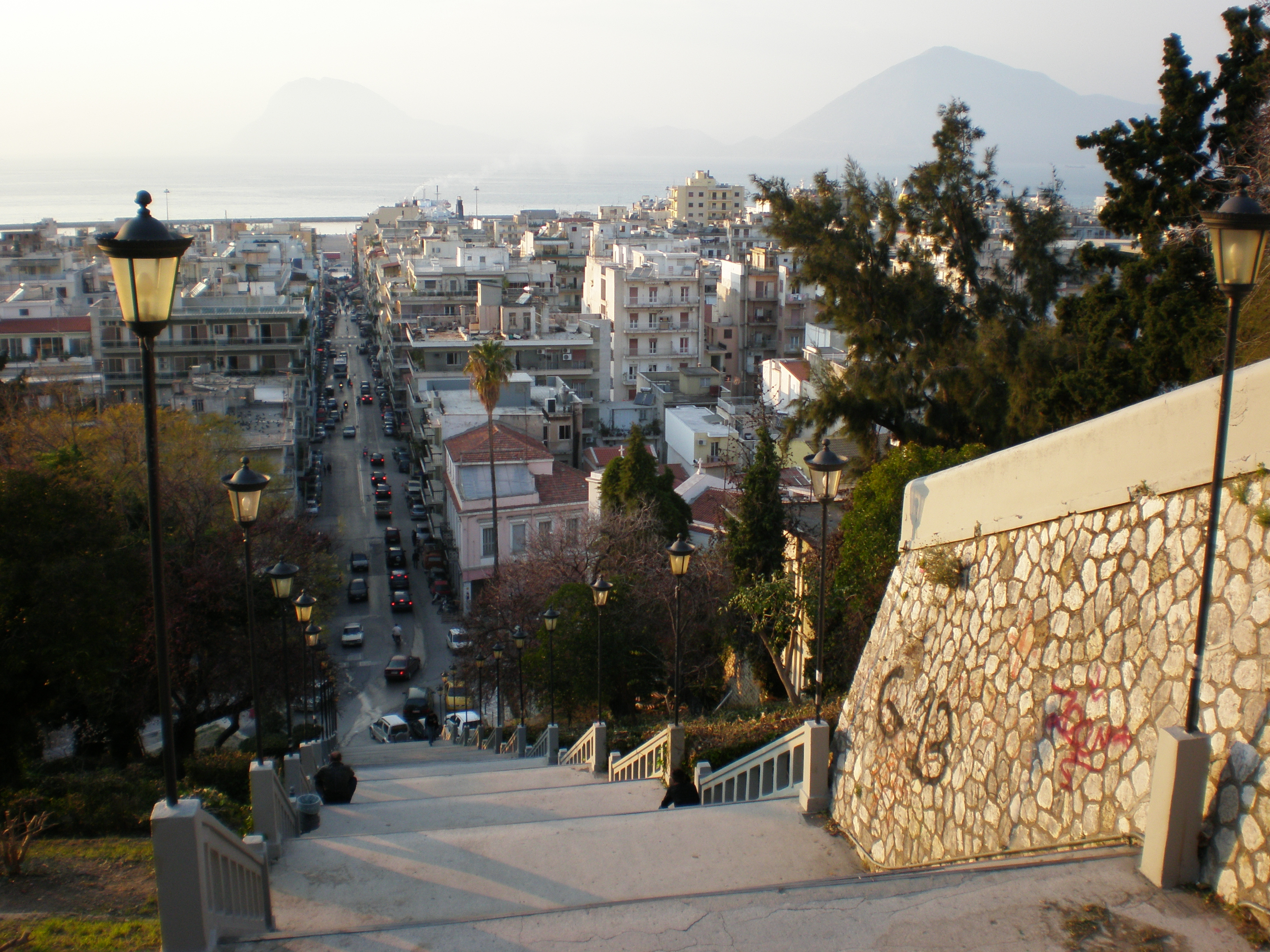
Die Agiou-Nikolaou-Treppe in Patras

Als Hafenstadt wurde sie bald eine der ersten unter den zwölf achäischen Städten. Aus ihrem Bündnis mit drei anderen achäischen Städten um 280 v. Chr. entstand der Achäische Bund. Augustus gewährte den Paträern, deren Stadt damals ziemlich heruntergekommen war, allein unter den Achäern die Freiheit sowie die Rechte und Immunitäten einer römischen Kolonie. Seit dieser Zeit führte die Stadt auf den Münzen den Namen Colonia Augusta Aroe Patrensis.
Patras besaß auch eine der ersten Christengemeinden im Land und war neben Korinth der Ausgangspunkt für die Christianisierung der Halbinsel. Nach der Legende erlitt hier der Apostel Andreas den Märtyrertod. Seine Gebeine kamen 357 nach Konstantinopel, das Kopfreliquiar (1462 bis 1964 in Rom) wird heute wieder in Patras verehrt.
1205 wurde die Stadt von Wilhelm von Champlitte für die Kreuzritter erobert und zum Sitz des Fürstentums Achaia erkoren. Der noch im gleichen Jahre gewählte, allerdings erst 1207 päpstlich bestätigte lateinische Erzbischof war gleichzeitig Primas des Fürstentums.
1408 verkaufte Johann II. sein kleines Reich an die Venezianer, doch gelang dem byzantinischen Despoten von Morea und späteren letzten Kaiser Konstantin XI. 1429/30 die griechische Rückeroberung. Sieben Jahre nach dem Fall Konstantinopels wurde aber auch Patras 1460 von den türkischen Osmanen erobert. Im Jahr 1571 fand die Seeschlacht von Lepanto zwischen den Flotten der Heiligen Liga und des Osmanischen Reiches im Golf von Patras statt. Im 17. Jahrhundert war die Stadt zwischen Venedig und den Osmanen umkämpft. 1647 und 1684 eroberten sie die Venezianer, worauf jeweils die Juden nach Larisa und weiter entflohen oder versklavt wurden. Erst 1715 mit der türkischen Rückeroberung kehrten die Juden wieder zurück und betrieben einen gewinnreichen Seidenhandel.
1770 eroberten die Russen im Russisch-Türkischen Krieg (1768–1774) und ihre slawischen Hilfstruppen der Mainoten Patras, mussten es aber noch in demselben Jahr wieder räumen, worauf es von den Türken verbrannt wurde.

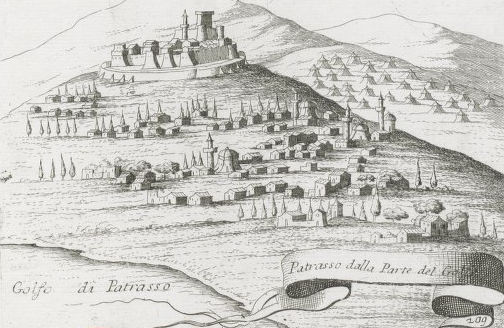
Patras im Jahr 1689 nach Vincenzo Maria Coronelli

1820 litt Patras bedeutend durch ein Erdbeben. Hier begann die griechische Revolution mit dem Auflauf vom 12. Februar 1821, wobei die Türken in die Zitadelle gedrängt wurden. Als ein militärisch wichtiger Punkt wurde die Stadt während des Freiheitskriegs ein Hauptschauplatz des Kampfes, aber am 15. April 1822, nachdem Jussuf Pascha die Zitadelle entsetzt hatte, von den Türken dem Erdboden gleichgemacht. Ibrahim Pascha leitete von Patras aus die Belagerung von Messolongi. Der Plan für den Wiederaufbau wurde 1829 von Stamatis Voulgaris im Auftrag von Ioannis Kapodistrias vorgelegt.
1828 nahmen es die französischen Hilfstruppen unter Schneider für Griechenland in Besitz. 1833 wurden die Franzosen durch bayerische Truppen abgelöst, die mit dem neuen König Griechenlands, Otto I. aus dem Haus Wittelsbach ins Land gekommen waren. Im 19. Jahrhundert wurden über Patras vor allem Korinthen nach Großbritannien und Frankreich ausgeführt. Beim Einkauf von Korinthen kam Gustav Clauss in die Gegend und gründete später Achaia Clauss, eines der größten Weinhandelsunternehmen Griechenlands. Von 1902 bis 1917 verkehrte die Straßenbahn Patras.
Während des Zweiten Weltkrieges und des Griechisch-Italienischen Krieges 1940 wurde die Stadt erst Ziel von italienischen Luftangriffen und später von Truppen der Achsenmächte besetzt. Ein deutscher Kommandoposten wurde errichtet und deutsche sowie italienische Truppen in der Stadt stationiert. Die Italiener wurden nach ihrer Kapitulation 1943 von den Deutschen entwaffnet. Am 13. Dezember 1943 töteten deutsche Soldaten in einer Vergeltungsaktion beim Massaker von Kalavrita 676 Einwohner aus dem nahe gelegenen Kalavrita und umliegenden Ortschaften. Am 28. März 1944 wurden zwölf jüdischen Familien nach Auschwitz deportiert, während andere sich in den Bergen verstecken konnten.
Seit Gründung der Universität Patras (sowie Technisches Ausbildungsinstitut Patras) im Jahre 1964 ist Patras eine Universitätsstadt. Das von Privatleuten initiierte Patras Wireless Metropolitan Network bietet in der Stadt kostenloses WiFi-Internet an.

## Infrastruktur

### Straßenverkehr
Patras besitzt einen direkten Anschluss an das griechische Fernstraßen-Netz. Die Nationalstraße 8a (Europastraße 65) Richtung Athen führt im Osten aus Patras heraus. Sie ist mittlerweile teilweise zur Autobahn 8 ausgebaut. Der zweite Kreuzungspunkt östlich von Patras bindet über die Charilaos-Trikoupis-Brücke West- und Nordwestgriechenland mittels der Nationalstraße 5 und zukünftig der Autobahn 5 (Ionia Odos) an. Um Patras führt in südwestlicher Richtung mit Fortsetzung als Nationalstraße 9 (Europastraße 55) eine Umgehungsautobahn. Die Strecke von Patras entlang der Westküste des Peloponnes wird zukünftig zum südlichen Teil der Autobahn 5 ausgebaut (Olympia Odos).
In Patras verkehren seit 1952 Stadtbusse der KTEL-Patras (ΑΣΤΙΚΟ ΚΤΕΛ ΠΑΤΡΩΝ ΑΕ). Die 107 blau-weißen Busse bedienen zwölf Linien und werden seit 2008 privatwirtschaftlich betrieben. Von Athen aus sind gegenwärtig die überregionalen Fernbusse der KTEL die schnellste Verbindung nach Patras, dies wird sich nach der Fertigstellung der Neubaustrecke der Bahn nach Patras ändern.

### Schienenverkehr

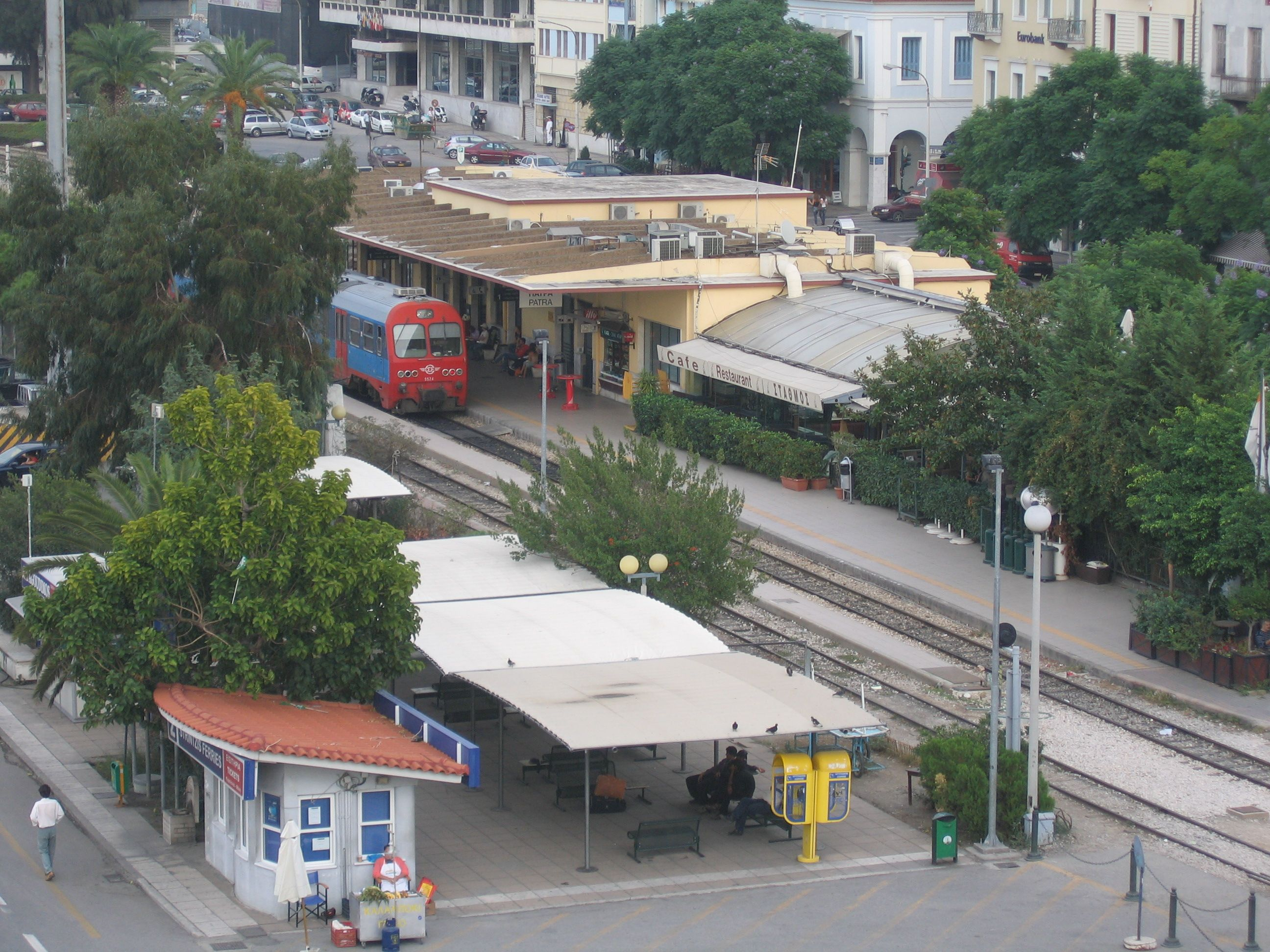
Bahnhof Patras (2007)

Von 1902 bis 1917 verkehrte die Straßenbahn Patras.
Patras hatte seit dem Ende des 19. Jahrhunderts Eisenbahnanschluss über die meterspurigen Eisenbahnstrecken der Sidirodromi Pireos–Athinon–Peloponnissou: mit der Bahnstrecke Piräus–Patras in Richtung Korinth und Athen. Diese wurde mit der Bahnstrecke Patras–Zevgolatio in die südliche Peloponnes verlängert. Außerdem bestand über ein Trajekt eine Verbindung nach Kryoneri am gegenüberliegenden Ufer des Golfs von Korinth zur griechischen Nordwestbahn. Die Strecken wurden alle – bis auf wenige Teilstücke – zwischen 1971 und 2011 aufgegeben. Ein Vorortzug, betrieben von Proastiakos, fährt auf einem Streckenrest im Stundentakt zwischen Agios Andreas und Rio.
Die Strecke nach Athen wird durch eine in Normalspur ersetzt. Der Umbau sollte ursprünglich schon 2010 abgeschlossen sein, ist aber immer noch nicht fertiggestellt.

### Hafen

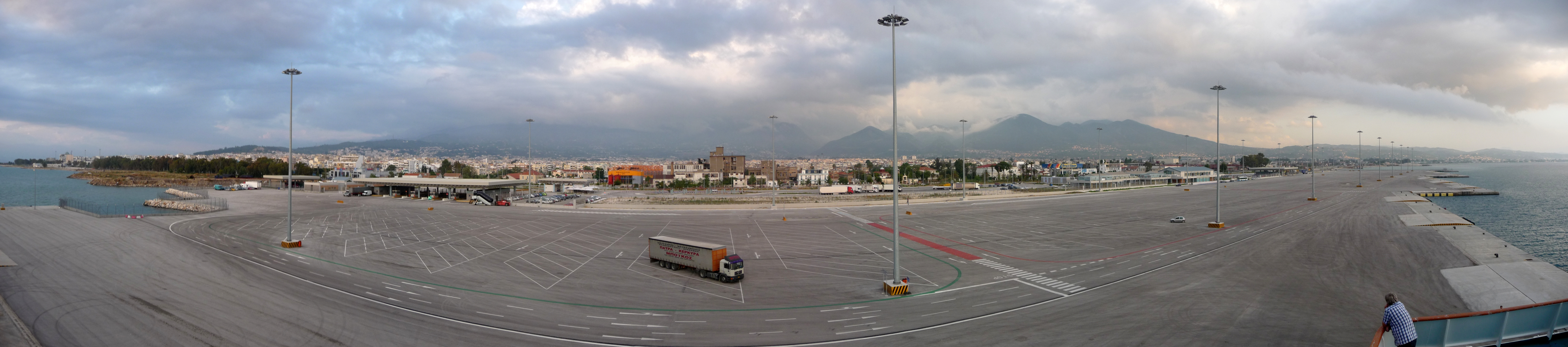
Panorama vom neuen Südhafen, 2012

1997 wurde der Bau eines neuen Hafens etwa 3 km südlich des bestehenden Hafens beschlossen. Der neue Hafen wurde am 11. Juli 2011 offiziell in Betrieb genommen.
Er ist (neben Igoumenitsa) für den Straßenverkehr Griechenlands ein Tor zur übrigen EU. Die meisten Autofähren laufen von Italien kommend in Patras ein.

### Flughafen
Wenngleich die Stadt nicht über einen eigenen Flughafen verfügt, dient faktisch der etwa 40 km südwestlich von Patras gelegene Flughafen Araxos als Flughafen der Stadt. Dieser wird zumeist saisonal von Charterflügen im Sommer angesteuert.

## Religion
Patras ist Sitz eines griechisch-orthodoxen Metropoliten (siehe Kirche von Griechenland). Seit der Kreuzfahrerzeit gibt es römisch-katholische Christen. Die meisten Katholiken sind entweder Nachfahren von Italienern, die nach Scheitern Garibaldis nach Griechenland emigriert waren, oder stammen von den Ionischen Inseln. Deren Nachkommen sind jedoch vollkommen assimiliert. Seit dem 19. Jahrhundert gibt es auch eine kleine anglikanische Gemeinde.
Die Franziskaner verwalten die römisch-katholische Kirche Andreaskirche in Patras.

## Städtepartnerschaften

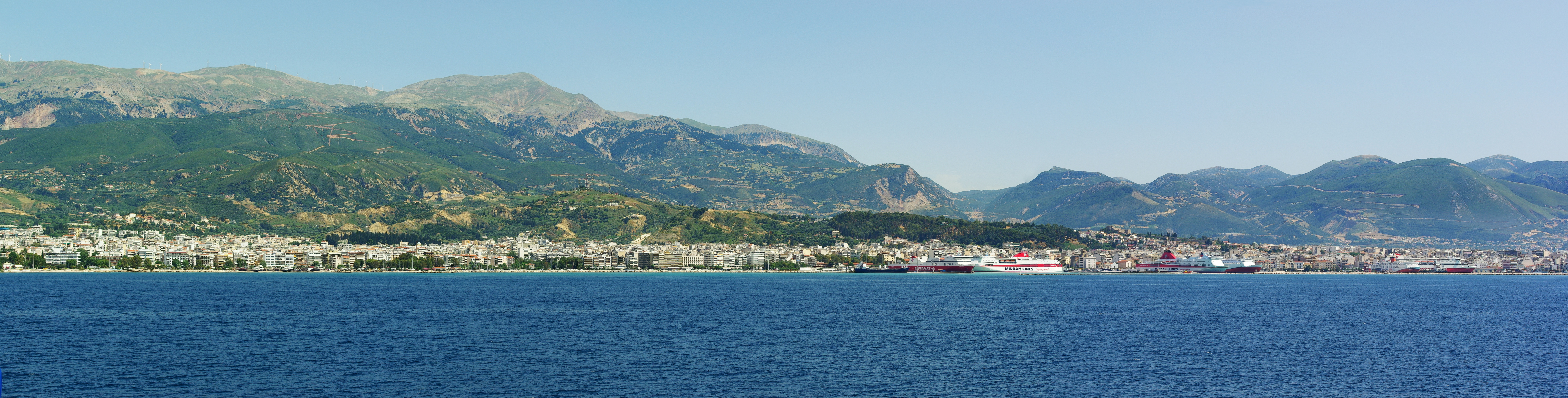
Panorama der Stadt Patras vom Meer

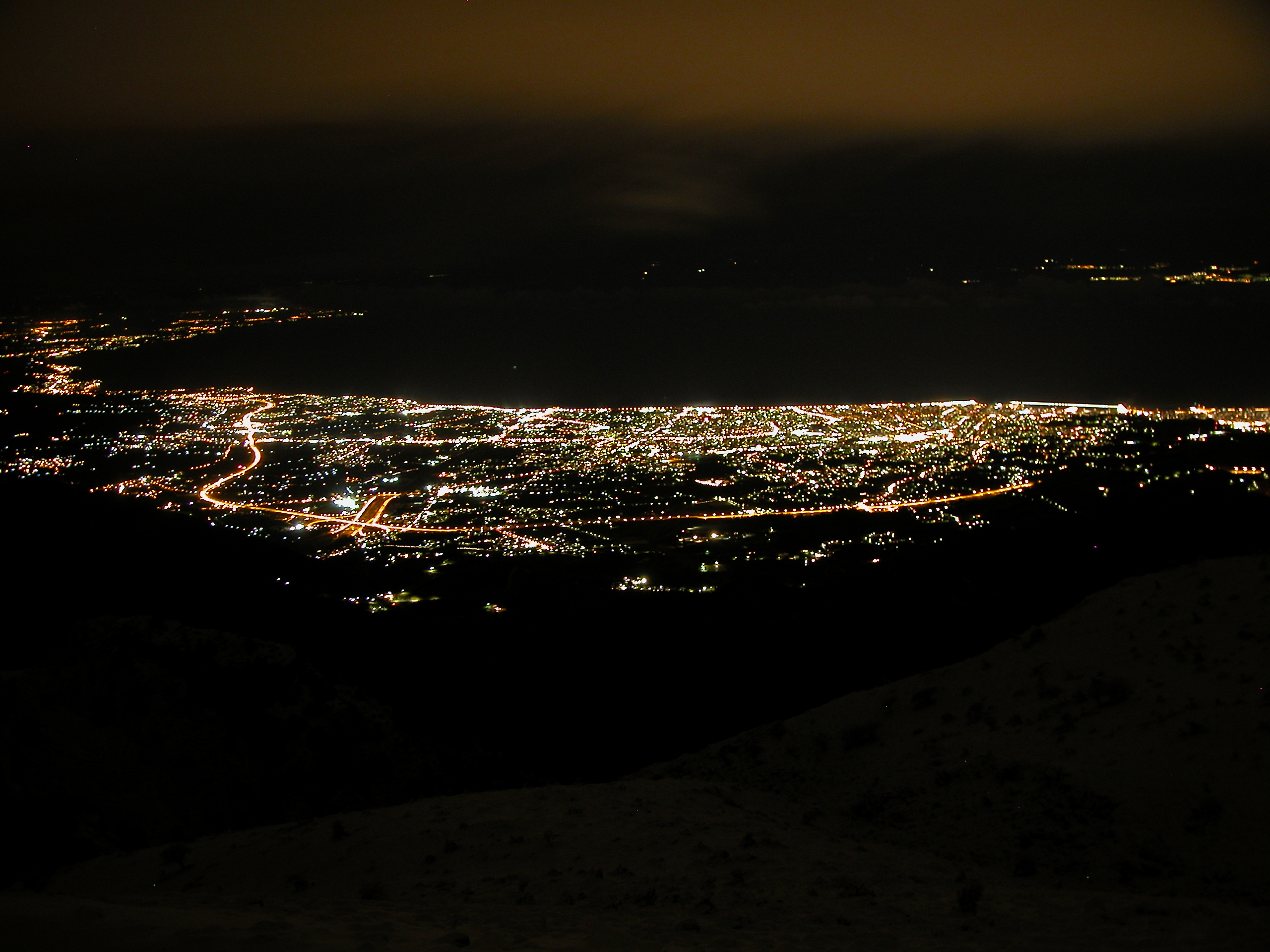
Patras bei Nacht

Patras listet folgende 23 Partnerstädte auf:
| Stadt           | Land                                      |
| --------------- | ----------------------------------------- |
| Aleksinac       | Nišava, Serbien                           |
| Ancona          | Marken, Italien                           |
| Banja Luka      | Republika Srpska, Bosnien und Herzegowina |
| Bari            | Apulien, Italien                          |
| Byblos          | Libanonberg, Libanon                      |
| Bydgoszcz       | Kujawien-Pommern, Polen                   |
| Canterbury      | New South Wales, Australien               |
| Charkiw         | Ukraine                                   |
| Chișinău        | Moldau                                    |
| Craiova         | Kleine Walachei, Rumänien                 |
| Debrecen        | Nördliche Große Tiefebene, Ungarn         |
| Famagusta       | Nordzypern, Zypern                        |
| Focșani         | Moldova, Rumänien                         |
| Gjirokastra     | Albanien                                  |
| Kaliningrad     | Nordwestrussland, Russland                |
| Limassol        | Zypern                                    |
| Ohrid           | Nordmazedonien                            |
| Reggio Calabria | Kalabrien, Italien                        |
| Saint-Étienne   | Auvergne-Rhône-Alpes, Frankreich          |
| Santa Barbara   | Kalifornien, Vereinigte Staaten           |
| Savannah        | Georgia, Vereinigte Staaten               |
| Split           | Dalmatien, Kroatien                       |
| Vilnius         | Litauen                                   |
| Wuxi            | Ostchina, Volksrepublik China             |

## Kultur und Sehenswürdigkeiten

### Kultur
Der Karneval in Patras ist die größte Veranstaltung dieser Art in Griechenland. 2006 war die Stadt europäische Kulturhauptstadt. Das International Panorama of Independent Film and Video Makers fand 2012 zum 12. Mal statt.

### Sehenswürdigkeiten
- Römisches Odeon
- Römisches Amphitheater
- Burg Patras
- Archäologisches Museum Patras
- Agios-Andreas-Kirche
- Theater Apollon
- Platia Ethnikis Andistasis
- Weingut Achaia Clauss
- Leuchtturm
- Quelle der Demeter
- Rio-Andirrio-Brücke

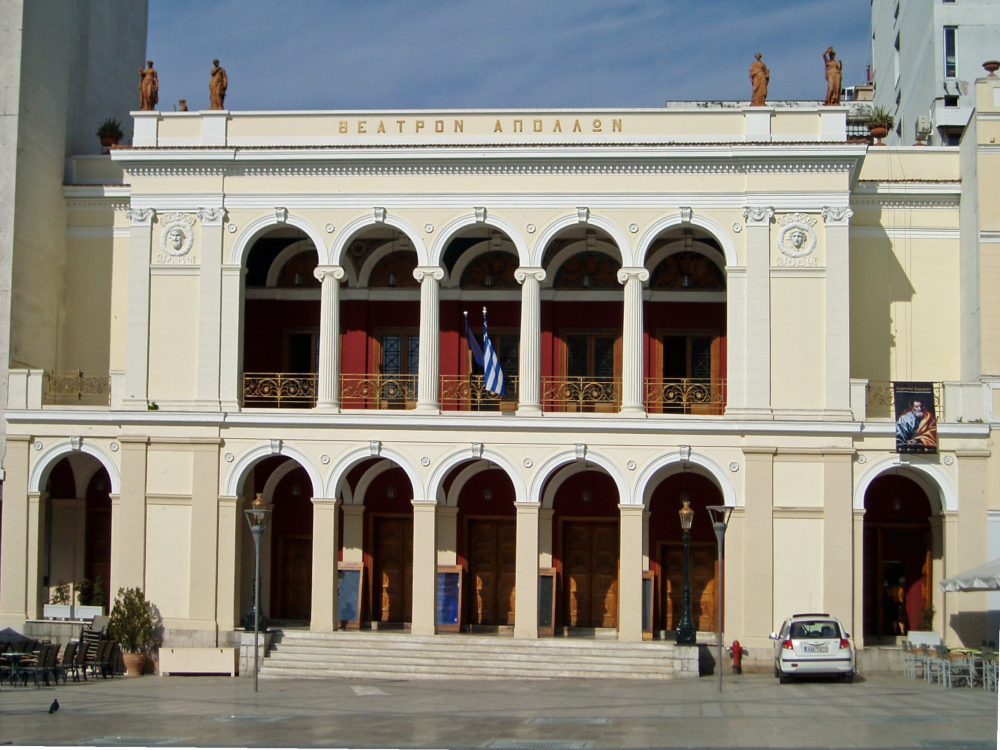
Das Apollon-Theater (von Ernst Ziller) an der zentralen Platia Georgiou

- Mykenische Siedlung und Nekrople Voundeni (Mykenischer Park Patras)

## Kulinarisches

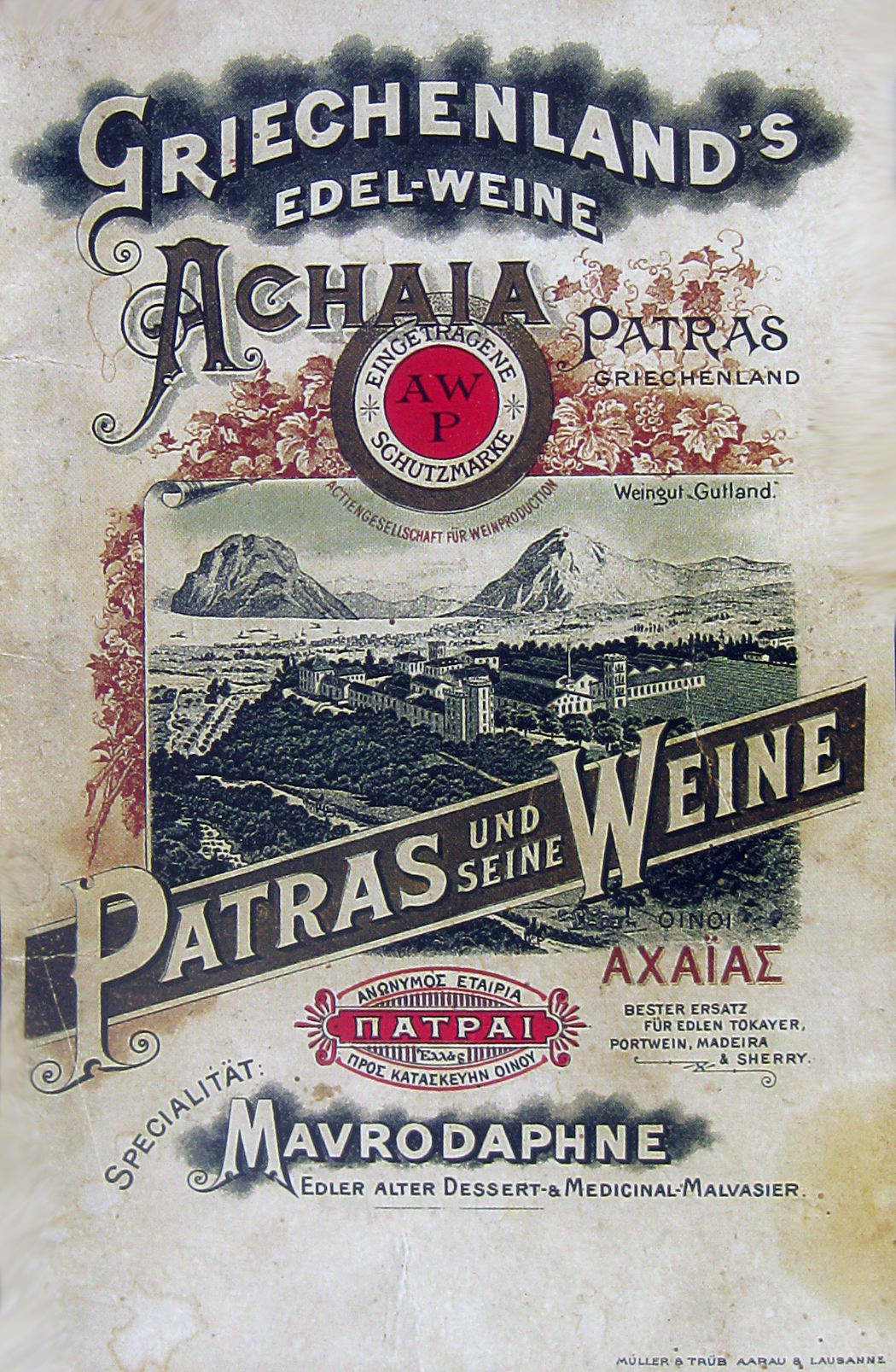
Werbung für Mavrodaphne aus dem 19. Jahrhundert

Als Hafenstadt wurden in Patras Trauben, Rosinen und Weine umgeschlagen. In diesem Kontext entstanden im 19. Jahrhundert Destillerien, die Liköre und Schnäpse herstellen. Bekannt sind der Likör Tentoura und der Likörwein Mavrodaphne. Kultstatus haben Getränke der Limonadenfabrik Loux.

## Wirtschaft
Patras litt in den 1990er Jahren unter einer De-Industrialisierung. Die Industrieproduktion ging im Zeitraum 1995 bis 2001 um 7,5 % zurück, teilweise bedingt auch 1996 durch den Konkurs des einst großen Textilherstellers Piraiki Patraiki. Während die Textil- und Nahrungsmittelproduktion in der Region Patras weiterhin rückläufig ist, verzeichnet der Maschinenbau einen Aufschwung. Überregional bekannt sind die Fahrräder von Ideal Bikes. IT-Firmen und Forschungszentren siedelten sich im Patras Science Park an, der sich in der Nähe der Universität befindet.

## Wissenschaft und Bildung
Die Stadt ist ein relativ junger Wissenschafts- und Bildungsstandort. Es gibt die Universität Patras und die 1972 gegründete Fachhochschule (TEI Patras), darüber hinaus auch die Hellenic Open University und die 19th Greek State University. An privaten Investitionen sind der Patras Science Park und das Business Innovation Centre Western Greece zu nennen.

## Söhne und Töchter der Stadt
- Arethas von Caesarea (um 860–nach 944), Erzbischof von Caesarea in Kappadokien und Theologe der orthodoxen Kirche
- Dionysios Fotinos (1777–1821), Historiker und Musiktheoretiker
- Benizelos Rouphos (1795–1868), Politiker und dreimaliger griechischer Ministerpräsident
- Kostis Palamas (1859–1943), Dichter, Prosaschriftsteller, Dramatiker, Historiker und Literaturkritiker
- Antonios Pepanos (1866–1918), Schwimmer
- Dimitrios Gounaris (1867–1922), griechischer Ministerpräsident (1915 und 1921–1922)
- Dimitrios Maximos (1873–1955), Politiker und griechischer Ministerpräsident
- Andreas Michalakopoulos (1875/1876–1938), Politiker und griechischer Ministerpräsident
- Stefanos Christopoulos (1876–nach 1906), Ringer und Gewichtheber
- Stylianos Gonatas (1876–1966), General, Politiker und griechischer Ministerpräsident
- Nikolaos Andriakopoulos (1878–unbekannt), Turner
- Dimitrios Tofalos (1884–1966), Gewichtheber und Ringer
- Panagiotis Kanellopoulos (1902–1986), Soziologe, Ideengeschichtler, Politiker und zweimaliger griechischer Ministerpräsident
- Anna Tassopoulos, verheiratete May (1915–2007), Opernsängerin
- Apostolos Sandas (1922–2011), Widerstandskämpfer
- Christoforos Stratos (1924–1982), Politiker
- Konstantinos Stefanopoulos (1926–2016), Politiker und von 1995 bis 2005 Präsident von Griechenland
- Harry C. Triandis (1926–2019), emeritierter Professor
- Eleftherios Katsaitis (1929–2012), griechisch-orthodoxer Bischof
- Spiros Focás (1937–2023), Schauspieler
- Thanos Mikroutsikos (1947–2019), Komponist und Politiker
- Christos Teresis (* 1952), Theologe und Philosophiehistoriker
- Ersi Sotiropoulos (* 1953), Schriftstellerin
- Andreas Loverdos (* 1956), Politiker
- Christos Yiannopoulos (* 1957), deutscher Drehbuchautor und Autor
- Sophia Vossou (* 1961), Sängerin und Moderatorin
- Maria Polyzou (* 1968), Langstreckenläuferin
- Periklis Iakovakis (* 1979), Hürdenläufer
- Konstantinos Katsouranis (* 1979), Fußballspieler
- Nikos Oikonomopoulos (* 1984), Sänger
- Christodoulos Kolomvos (* 1988), Wasserballspieler
- Andreas Samaris (* 1989), Fußballspieler
- Theodora Drakou (* 1992), Schwimmerin
- Giorgos Kyriakopoulos (* 1996), Fußballspieler